# Isla de Mombasa
La isla de Mombasa es una pequeña isla costera africana que se encuentra en la costa de Kenia en el océano Índico, y que está conectada al continente por una calzada. La ciudad de Mombasa se encuentra en la isla.  La isla, un afloramiento de coral, tiene un longitud de unos 5 km y una anchura de 3 km, con una superficie de 14,1 km².
El casco antiguo de Mombasa se encuentra en el extremo oriental, hacia el mar de la isla. Kilindini es un moderno puerto de aguas profundas y Port Reitz el puerto que separa la isla del continente hacia el sur de Kenia. El viejo puerto, que se llama Puerto Tudor y que está custodiado por el Fuerte Jesús, y Tudor Creek separa la isla del continente por el norte. La expansión residencial moderna y las zonas industriales ocupan el resto de la isla.
La isla de Mombasa, es una de las cuatro divisiones del condado de Mombasa. La división contaba con una población de 146.334 habitantes (censo 1999). Se divide a su vez en seis subdivisiones:
- Ganjoni
- Railway
- Tononoka
- Tudor
- Majengo
- Old Town